# Jean-François Breuer (1885)

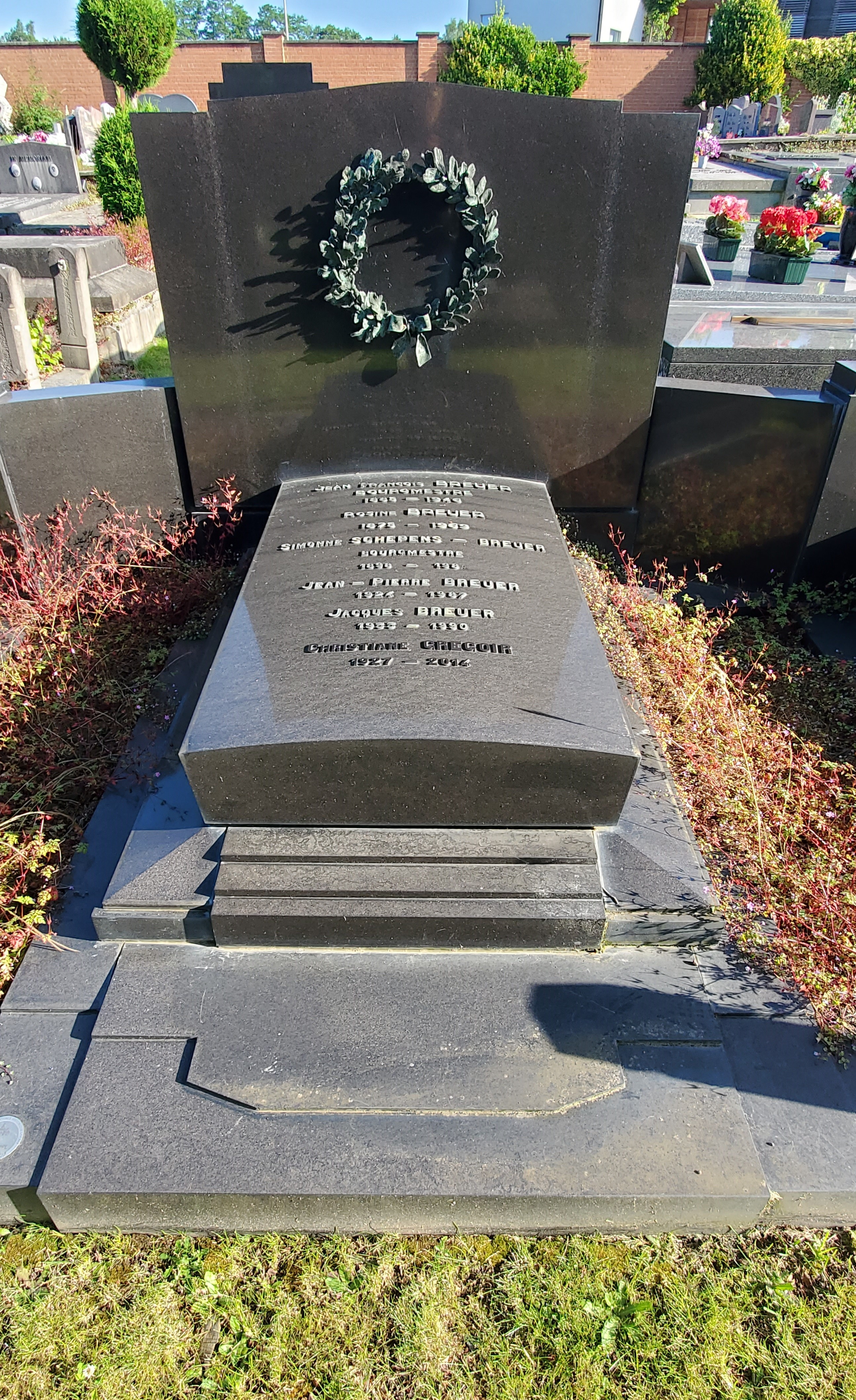
Familiegraf Breuer-Schepens

Jean François "Franz" Breuer (8 november 1885, Bousval - 17 februari 1946) was een Belgische industrieel en politicus.

## Biografie
Jean-François Breuer was de zoon van Jean-Baptiste Breuer en Caroline Dubrucq. Vader Jean-Baptiste Breuer was afkomstig uit Sankt Vith, dat toen nog tot Pruisen behoorde. Jean-Baptiste Breuer kocht in 1871 een weverij in Basse-Laloux in Bousval en zette die verder onder de naam Filature Breuer. Hij was in Bousval een tijd gemeenteraadslid en schepen.
Na het overlijden van zijn vader in 1901, ging de fabriek over naar de weduwe en de kinderen. Jean-François kwam later mee aan de leiding van het bedrijf. In 1919 huwde hij in Brussel met Simone Schepens.
Vanaf de jaren 1920 liet hij in Bousval arbeiderswoningen optrekken in de Rue du Château en de Rue de La Roche.
Breuer werd net als zijn vader actief in de gemeentepolitiek. Na de verkiezingen van 1926 werd hij liberaal gemeenteraadslid. In 1927 volgde hij baron Victor van der Linden d'Hooghvorst op als burgemeester van Bousval. Rond 1930 opende hij een eerste filmzaaltje in Bousval, in de lokalen van de liberale partij. In 1939 kocht hij een tweede weverij aan Anderlecht.
Breuer bleef burgemeester tot zijn overlijden in 1946. Na zijn overlijden volgde zijn weduwe Simone Schepens hem op als burgemeester van Bousval.